# 83e cérémonie des Oscars
La 83e cérémonie des Oscars du cinéma, organisée par l'Academy of Motion Picture Arts and Sciences, s'est déroulée le 27 février 2011 au Kodak Theater de Los Angeles et a récompensé les films sortis en 2010. Elle a été retransmise par le réseau de télévision américain ABC et présentée par James Franco et Anne Hathaway.
Les nominations ont été annoncées le 25 janvier 2011.

## Palmarès
Les gagnants sont indiqués ci-dessous en premier de chaque catégorie et en caractères gras.

### Meilleur film
(remis par Steven Spielberg)
- Le Discours d'un roi (The King's Speech)
  - 127 heures (127 Hours)
  - Black Swan
  - Fighter (The Fighter)
  - Inception
  - The Social Network
  - Tout va bien, The Kids Are All Right (The Kids Are All Right)
  - Toy Story 3
  - True Grit
  - Winter's Bone

### Meilleur réalisateur
(remis par Hillary Swank et Kathryn Bigelow)
- Tom Hooper pour Le Discours d'un roi (The King's Speech)
  - Darren Aronofsky pour Black Swan
  - Joel et Ethan Coen pour True Grit
  - David Fincher pour The Social Network
  - David O. Russell pour Fighter (The Fighter)

### Meilleur acteur
(remis par Sandra Bullock)
- Colin Firth pour le rôle du roi George VI dans Le Discours d'un roi (The King's Speech)
  - Javier Bardem pour le rôle d'Uxabal dans Biutiful
  - Jeff Bridges pour le rôle du Marshal Reuben J. Cogburn dans True Grit
  - Jesse Eisenberg pour le rôle de Mark Zuckerberg dans The Social Network
  - James Franco pour le rôle d'Aron Ralston dans 127 heures (127 Hours)

### Meilleure actrice
(remis par Jeff Bridges)
- Natalie Portman pour le rôle de Nina Sayers dans Black Swan
  - Annette Bening pour le rôle de Nic dans Tout va bien, The Kids Are All Right (The Kids Are All Right)
  - Nicole Kidman pour le rôle de Becca Corbett dans Rabbit Hole
  - Jennifer Lawrence pour le rôle de Ree Dolly dans Winter's Bone
  - Michelle Williams pour le rôle de Cindy dans Blue Valentine

### Meilleur acteur dans un second rôle
(remis par Reese Witherspoon)
- Christian Bale pour le rôle de Dickie Eklund dans Fighter (The Fighter)
  - John Hawkes pour le rôle de Teardrop dans Winter's Bone
  - Jeremy Renner pour le rôle de James Coughlin dans The Town
  - Mark Ruffalo pour le rôle de Paul dans Tout va bien, The Kids Are All Right (The Kids Are All Right)
  - Geoffrey Rush pour le rôle de Lionel Logue dans Le Discours d'un roi (The King's Speech)

### Meilleure actrice dans un second rôle
(remis par Kirk Douglas)
- Melissa Leo pour le rôle d'Alice dans Fighter (The Fighter)
  - Amy Adams pour le rôle de Charlene Fleming dans Fighter (The Fighter)
  - Helena Bonham Carter pour le rôle de Elizabeth Bowes-Lyon dans Le Discours d'un roi (The King's Speech)
  - Hailee Steinfeld pour le rôle de Mattie Ross dans True Grit
  - Jacki Weaver pour le rôle de Janine "Smurf" Cody dans Animal Kingdom

### Meilleur scénario original
(remis par Josh Brolin et Javier Bardem)
- Le Discours d'un roi (The King's Speech) – David Seidler
  - Another Year – Mike Leigh
  - Fighter (The Fighter) – Scott Silver, Paul Tamasy et Eric Johnson
  - Inception – Christopher Nolan
  - Tout va bien, The Kids Are All Right (The Kids Are All Right) – Lisa Cholodenko et Stuart Blumberg

### Meilleur scénario adapté
(remis par Josh Brolin et Javier Bardem)
- The Social Network – Aaron Sorkin, d'après le livre The Accidental Billionaires: The Founding Of Facebook, A Tale of Sex, Money, Genius, and Betrayal de Ben Mezrich
  - 127 heures (127 Hours) – Danny Boyle et Simon Beaufoy, d'après le livre Plus fort qu'un roc de Aron Ralston
  - Toy Story 3 – Michael Arndt, John Lasseter, Andrew Stanton et Lee Unkrich, d'après les personnages des films Toy Story et Toy Story 2 créés par John Lasseter, Pete Docter et Andrew Stanton
  - [[True Grit (film, 2010)|True Grit]] – Joel et Ethan Coen, d'après le roman True Grit de Charles Portis
  - Winter's Bone – Debra Granik et Anne Rosellini, d'après le roman Winter's Bone de Daniel Woodrell

### Meilleure direction artistique
(remis par Tom Hanks)
- Alice au pays des merveilles (Alice in Wonderland) – Robert Stromberg (direction artistique) et Karen O'Hara (décors)
  - Inception – Guy Hendrix Dyas (direction artistique) et Larry Dias et Doug Mowat (décors)
  - Le Discours d'un roi (The King's Speech) – Eve Stewart (direction artistique) et Judy Farr (décors)
  - Harry Potter et les Reliques de la Mort – 1re partie (Harry Potter and the Deathly Hallows Part 1) – Stuart Craig (direction artistique) et Stephenie McMillan (décors)
  - True Grit – Jess Gonchor (en) (direction artistique) et Nancy Haigh (décors)

### Meilleurs costumes
(remis par Cate Blanchett)
- Alice au pays des merveilles (Alice in Wonderland) – Colleen Atwood
  - Amore (Io sono l'Amore) – Antonella Cannarozzi
  - Le Discours d'un roi (The King's Speech) – Jenny Beavan
  - The Tempest – Sandy Powell
  - True Grit – Mary Zophres

### Meilleur maquillage
(remis par Cate Blanchett)
- Wolfman (The Wolfman) – Rick Baker et Dave Elsey
  - Le Monde de Barney (Barney's Version)
  - Les Chemins de la liberté (The Way Back)

### Meilleure photographie
(remis par Tom Hanks)
- Wally Pfister – Inception
  - Roger Deakins – True Grit
  - Danny Cohen – Le Discours d'un roi (The King's Speech)
  - Jeff Cronenweth – The Social Network
  - Matthew Libatique – Black Swan

### Meilleur montage
(remis par Robert Downey Jr. et Jude Law)
- The Social Network – Kirk Baxter et Angus Wall
  - 127 heures (127 Hours) – Jon Harris
  - Black Swan – Andrew Weisblum
  - Le Discours d'un roi (The King's Speech) – Tariq Anwar
  - Fighter (The Fighter) – Pamela Martin

### Meilleur montage de son
(remis par Matthew McConaughey et Scarlett Johansson)
- Inception – Richard King
  - Toy Story 3 – Tom Myers et Michael Silvers
  - Tron : L'Héritage (Tron: Legacy) – Addison Teague et Gwendolyn Yates Whittle
  - True Grit – Craig Berkey et Skip Lievsay
  - Unstoppable – Mark P. Stoeckinger

### Meilleur mixage de son
(remis par Matthew McConaughey et Scarlett Johansson)
- Inception – Lora Hirschberg, Gary A. Rizzo et Ed Novick
  - Le Discours d'un roi (The King's Speech) – Paul Hamblin, Martin Jensen et John Midgley
  - Salt – Jeffrey J. Haboush, Greg P. Russell (en), Scott Millan et William Sarokin
  - The Social Network – Ren Klyce, David Parker, Michael Semanick et Mark Weingarten (en)
  - True Grit – Skip Lievsay, Craig Berkey, Greg Orloff et Peter F. Kurland

### Meilleurs effets visuels
(remis par Robert Downey Jr. et Jude Law)
- Inception
  - Alice au pays des merveilles (Alice in Wonderland)
  - Au-delà (Hereafter)
  - Harry Potter et les Reliques de la Mort - 1re partie (Harry Potter and the Deathly Hallows Part 1)
  - Iron Man 2

### Meilleure chanson
(remis par Jennifer Hudson)
- "We Belong Together", écrite par Randy Newman – Toy Story 3
  - "Coming Home", écrite par Tom Douglas, Troy Verges et Hillary Lindsey – Country Strong
  - "I See the Light", écrite par Alan Menken et Glenn Slater – Raiponce (Tangled)
  - "If I Rise", écrite par A.R. Rahman, Dido et Rollo Armstrong – 127 heures (127 Hours)

### Meilleure musique de film
(remis par Hugh Jackman et Nicole Kidman)
- The Social Network – Trent Reznor et Atticus Ross
  - 127 heures (127 Hours) – A. R. Rahman
  - Le Discours d'un roi (The King's Speech) – Alexandre Desplat
  - Dragons (How To Train Your Dragon) – John Powell
  - Inception – Hans Zimmer

### Meilleur film en langue étrangère
(remis par Russell Brand et Helen Mirren)
- Revenge (Hævnen) de Susanne Bier •  Danemark
  - Biutiful de Alejandro González Iñárritu •  Mexique/ Espagne
  - Canine (Κυνόδοντας) de Yórgos Lánthimos •  Grèce
  - Hors-la-loi de Rachid Bouchareb •  Algérie/ France
  - Incendies de Denis Villeneuve •  Canada

### Meilleur film d'animation
(remis par Justin Timberlake et Mila Kunis)
- Toy Story 3
  - Dragons (How To Train Your Dragon)
  - L'Illusionniste (The Illusionist)

### Meilleur film documentaire
(remis par Oprah Winfrey)
- Inside Job
  - Faites le mur ! (Exit through the Gift Shop)
  - Gasland
  - Restrepo
  - Waste Land

### Meilleur court métrage (prises de vues réelles)
(remis par Amy Adams et Jake Gyllenhaal)
- God of Love
  - The Confession
  - The Crush
  - Na Wewe
  - Wish 143

### Meilleur court métrage (documentaire)
(remis par Amy Adams et Jake Gyllenhaal)
- Strangers No More
  - Killing in the Name
  - Poster Girl
  - Sun Come Up
  - The Warriors of Qiugang

### Meilleur court métrage (animation)
(remis par Justin Timberlake et Mila Kunis)
- The Lost Thing de Shaun Tan et Andrew Ruhemann
  - Jour Nuit (Day and Night) de Teddy Newton
  - The Gruffalo
  - Let's Pollute
  - Madagascar, carnet de voyage (Madagascar, a Journey Diary)

### Oscars spéciaux
Remis au cours de la 2e cérémonie des Governors Awards en novembre 2010.

#### Oscars d'honneur
(remis par Annette Bening)
- Kevin Brownlow
- Jean-Luc Godard (non présent)
- Eli Wallach

#### Irving G. Thalberg Memorial Award
(remis par Annette Bening)
- Francis Ford Coppola

## Statistiques

### Nominations multiples
- 12 : Le Discours d'un roi
- 10 : True Grit
- 8 : Inception, The Social Network
- 7 : The Fighter
- 6 : 127 heures
- 5 : Black Swan, Toy Story 3
- 4 : Tout va bien ! The Kids Are All Right, Winter's Bone
- 3 : Alice au pays des merveilles
- 2 : Biutiful, Harry Potter et les Reliques de la Mort - 1re partie, Dragons (How To Train Your Dragon)

### Récompenses multiples
- 4 / 12 : Le Discours d'un roi
- 4 / 8 : Inception
- 3 / 8 : The Social Network
- 2 / 7 : The Fighter
- 2 / 5 : Toy Story 3
- 2 / 3 : Alice au pays des merveilles

### Les grands perdants
- 1 / 5 : Black Swan
- 0 / 10 : True Grit
- 0 / 6 : 127 heures
- 0 / 4 : Tout va bien ! The Kids Are All Right
- 0 / 4 : Winter's Bone